# Azul no Azul (filme)
Azul no Azul é uma curta-metragem experimental portuguesa criada pelo cineasta italiano Gianmarco Donaggio em colaboração com o pintor português Nelson Ferreira. O filme foi produzido e distribuído em colaboração com o Museu Nacional de Arte Contemporânea de Portugal, e estreou no museu no dia 28 de julho de 2022, após o que foi projetado no cinema do museu de 29 de julho a 15 de setembro de 2022.   Uma segunda versão foi criada para o Museu Nacional Soares dos Reis para comemorar os 150 anos da escultura O Desterrado de António Soares dos Reis e projetada no museu de 10 de dezembro de 2022 a 19 de março de 2023.     O Gianmarco foi Talento da Berlinale de 2024, seguindo-se a projeção de vários dos seus filmes, incluindo o Azul no Azul, na Cinemateca Portuguesa.

## Descrição
Azul no Azul foi idealizado pelos dois artistas como uma experiência em que Gianmarco Donaggio traduzia de forma cinemática o processo de pintura da série azul de Nelson Ferreira, uma coleção de pinturas que o artista completou durante a sua residência artística no MNAC em Lisboa.  Como afirmou a curadora do museu: "Neste ciclo de obras contemporâneas é atestada a reverência de Nelson pelos grandes mestres clássicos e pela tradição acadêmica."  Como consequência, na criação do Azul no Azul, Donaggio foi chamado para a tarefa de adaptar o ato de filmar tanto ao efeito quanto ao processo de desafiantes técnicas de pintura como a alla prima - pintada olhando diretamente para o modelo, e a tradição estatuária clássica dos temas retratados. O resultado é uma experiência cinematográfica de formas azuis assumindo a forma das esculturas clássicas do jardim de esculturas do museu e vice-versa, as esculturas fundindo-se em elementos informais azuis.   